# 北垣武文
北垣 武文（きたがき たけふみ、1968年 - ）は、日本の実業家、学者。

## 概要
兵庫県神戸市出身、滝川高等学校卒業、早稲田大学法学部卒業、慶應義塾大学大学院経営管理研究科修士課程修了、慶應義塾大学大学院経営管理研究科博士課程単位取得退学。ビジネス・ブレークスルー大学教授、早稲田大学大学院商学研究科講師。2015年早稲田大学ティーチングアワード受賞。
株式会社ウーシア代表取締役CEOも務め、企業における人材の能力開発を目指すプログラムを開発・提供している。「やりっぱなしの研修からやり切る研修へ」というスローガンをベースとして、企業の人材育成がどれだけ実際の成果につながっているかを重視している。

## 著書
- 組織マネジメント戦略（有斐閣） ISBN 4-641-05383-9
- ビジョナリー・リーダー（ダイヤモンド社） ISBN 978-4478013021